# Seishunfu
„Seishunfu” (jap. 青春賦) – czternasty singel japońskiego zespołu Momoiro Clover Z, wydany w Japonii przez Evil Line Records 11 marca 2015 roku. Singel został wydany w trzech edycjach: regularnej (CD), limitowanej A i B (CD+Blu-ray).
Singel osiągnął 4 pozycję w rankingu Oricon i pozostał na liście przez 10 tygodni, sprzedał się w nakładzie 79 320 egzemplarzy. Singel zdobył status złotej płyty.
Tytułowy utwór został wykorzystywany jako piosenka przewodnia filmu Maku ga agaru, w którym zagrały członkinie zespołu. Piosenki „Hashire! -Z ver.-”, „Yuku haru kuru haru” oraz „Link Link” również pojawiły się w filmie.

## Lista utworów

### Edycja regularna
| Nr | Tytuł                                                      | Czas |
| -- | ---------------------------------------------------------- | ---- |
| 1. | "Seishunfu" (jap. 青春賦)                                  |      |
| 2. | "Hashire! -Z ver.-" (jap. 走れ! -Z ver.-)                  |      |
| 3. | "Yuku haru kuru haru" (jap. 行く春来る春)                  |      |
| 4. | "Link Link"                                                |      |
| 5. | "Seishunfu (jap. 青春賦) (off vocal ver.)                  |      |
| 6. | "Hashire! -Z ver.-" (jap. 走れ! -Z ver.-) (off vocal ver.) |      |
| 7. | "Yuku haru kuru haru" (jap. 行く春来る春) (off vocal ver.) |      |
| 8. | "Link Link" (off vocal ver.)                               |      |

### Edycje limitowane
| CD (edycja limitowana A)  |                                                            |      |
| Nr                        | Tytuł                                                      | Czas |
| 1.                        | "Seishunfu" (jap. 青春賦)                                  |      |
| 2.                        | "Hashire! -Z ver.-" (jap. 走れ! -Z ver.-)                  |      |
| 3.                        | "Yuku haru kuru haru" (jap. 行く春来る春)                  |      |
| 4.                        | "Seishunfu (jap. 青春賦) (off vocal ver.)                  |      |
| 5.                        | "Hashire! -Z ver.-" (jap. 走れ! -Z ver.-) (off vocal ver.) |      |
| 6.                        | "Yuku haru kuru haru" (jap. 行く春来る春) (off vocal ver.) |      |
| CD (edycja limitowana B)  |                                                            |      |
| Nr                        | Tytuł                                                      | Czas |
| 1.                        | "Seishunfu" (jap. 青春賦)                                  |      |
| 2.                        | "Hashire! -Z ver.-" (jap. 走れ! -Z ver.-)                  |      |
| 3.                        | "Link Link"                                                |      |
| 4.                        | "Seishunfu (jap. 青春賦) (off vocal ver.)                  |      |
| 5.                        | "Hashire! -Z ver.-" (jap. 走れ! -Z ver.-) (off vocal ver.) |      |
| 6.                        | "Link Link" (off vocal ver.)                               |      |
| DVD (edycja limitowana A) |                                                            |      |
| Nr                        | Tytuł                                                      | Czas |
| 1.                        | "Seishunfu" (Music video)                                  |      |
| DVD (edycja limitowana B) |                                                            |      |
| Nr                        | Tytuł                                                      | Czas |
| 1.                        | "Hashire! -Z ver.-" (Music video)                          |      |

## Notowania
| Lista                                          | Pozycja |
| ---------------------------------------------- | ------- |
| Oricon Daily Singles Chart                     | 3       |
| Oricon Weekly Singles Chart                    | 4       |
| Billboard Japan Hot 100                        | 4       |
| Billboard Japan Hot Singles Sales              | 2       |
| Billboard Japan Hot Adult Contemporary Airplay | 27      |